# Ухова, Анна Васильевна
Анна Васильевна Ухова (27 апреля 1921 — 1 февраля 1998) — передовик советской лесной промышленности, рабочая Зиминского лесопильно-деревообрабатывающего комбината Министерства лесной и деревообрабатывающей промышленности СССР, Иркутская область, Герой Социалистического Труда (1971). 

## Биография
Родилась 27 апреля 1921 году в Улётовском районе Читинской области в крестьянской семье. После смерти матери вся семья переехала на постоянное место жительство в город Зима Иркутской области.
Ухова в 1938 году начала свою трудовую деятельность на Зиминском лесозаводе. Стала работать рабочей деревообрабатывающего цеха.
Анна Васильевна очень быстро завоевала почёт и уважение. Стала высокопрофессиональным работником. В годы Великой Отечественной войны её труд был отмечен высокой государственной наградой - Орденом "Знак Почёта". 
За выдающиеся заслуги в развитии лесной и деревообрабатывающей промышленности, Указом Президиума Верховного Совета СССР от 7 мая 1971 года Анне Васильевне Уховой было присвоено звание Героя Социалистического Труда с вручением ордена Ленина и золотой медали «Серп и Молот».
В дальнейшем продолжала трудовую деятельность. В 1976 году вышла на заслуженный отдых.
Проживала в городе Саянске Иркутской области. Умерла 1 февраля 1998 года.

## Награды
За трудовые успехи удостоена:
- золотая звезда «Серп и Молот» (07.05.1971),
- орден Ленина (07.05.1971),
- Орден «Знак Почёта» (01.12.1942),
- Медаль «За трудовую доблесть» (17.09.1966),
- другие медали.